# 1721

## أحداث
- تأسيس مدينة نوك وتقع حاليا في جرينلاند.
- نهاية حرب الشمال العظمى في 10 سبتمبر 1721 والتي بدأت في 22 فبراير 1700.
- 27 مارس - توقيع فرنسا وإسبانيا معاهدة مدريد.
- 22 أكتوبر - إعلان بطرس الأكبر تأسيس الإمبراطورية الروسية خلفا لــ روسيا القيصرية

## مواليد
- محمد بن يوسف الإسبيري

## وفيات
- ألكسندر سيلكيرك
- أنطوان واتو